# (18939) Sariancel
(18939) Sariancel (2000 QZ48) – planetoida z pasa głównego asteroid okrążająca Słońce w ciągu 5,52 lat w średniej odległości 3,12 j.a. Odkryta 24 sierpnia 2000 roku.